# Alketas Panagoulias
Alketas Panagoulias (Salónica, Grecia; 30 de mayo de 1934-Washington D. C., Estados Unidos; 18 de junio de 2012) fue un futbolista y entrenador de fútbol griego.
Como logros destacados, fue el técnico que llevó a la Selección de Grecia a jugar su primera Eurocopa en 1980 y el primer Mundial de Fútbol que disputó en su historia, en 1994. En total, dirigió 78 partidos al equipo nacional.

## Clubes

### Como entrenador
| Club                                      | País           | Año       |
| ----------------------------------------- | -------------- | --------- |
| Greek American Atlas                      | Estados Unidos | 1967-1971 |
| Selección de fútbol de Grecia             | Grecia         | 1973-1976 |
| Selección de fútbol de Grecia             | Grecia         | 1977-1981 |
| Team America                              | Estados Unidos | 1983      |
| Selección de fútbol de los Estados Unidos | Estados Unidos | 1983-1985 |
| Olympiacos                                | Grecia         | 1985-1987 |
| Aris Salónica                             | Grecia         | 1987-1990 |
| Selección de fútbol de Grecia             | Grecia         | 1992-1994 |
| Iraklis FC                                | Grecia         | 1997      |
| Aris Salónica                             | Grecia         | 1998-1999 |